# Sandy Dujardin
Sandy Dujardin (Mont-Saint-Aignan, 29 maggio 1997) è un ciclista su strada e ciclocrossista francese che corre per il team TotalEnergies; è professionista dal 2022.

## Palmarès

### Strada
- 2019 (EC Saint-Étienne Loire)

1ª tappa Tour du Loiret (La Ferté-Saint-Aubin > Château-Renard)
- 2021 (EC Saint-Étienne Loire)

Grand Prix du Pays d'Aix
Grand Prix de la Ville de Buxerolles
1ª tappa La SportBreizh (Plougastel-Daoulas > Mont Saint-Michel)
Bordeaux-Saintes
Jard-Les Herbiers
- 2022 (TotalEnergies, una vittoria)

2ª tappa Tour du Rwanda (Kigali > Rwamagana)

#### Altri successi
- 2014 (Juniores)

Classifica scalatori Tour du Valromey
- 2021 (Vendée U)

Circuit de l'Essor
Route Bretonne
- 2022 (TotalEnergies)

Classifica traguardi volanti Tour du Rwanda

### Cross
- 2014-2015

2ª prova Coppa di Francia, Junior (Sisteron)
Classifica generale Coppa di Francia, Junior
Cyclo-cross International de Nommay, Junior (Nommay)
- 2023-2024

1ª prova Coupe de France de Cyclo-Cross - (Quelneuc)

## Piazzamenti

### Grandi Giri
- Tour de France

2024: 132º

### Classiche monumento
- Milano-Sanremo

2023: 157º
- Giro delle Fiandre

2022: 60º
2023: 70º
- Parigi-Roubaix

2024: 55º
2025: 70º

### Competizioni mondiali
- Campionati del mondo di ciclocross

Tábor 2015 - Junior: 46º
Bogense 2019 - Under-23: 20º

### Competizioni europee
- Campionati europei su strada

Drenthe 2023 - In linea Elite: 22º
Limburgo 2024 - In linea Elite: 38º
- Campionati europei di ciclocross

Sankt Wendel 2014 - Junior: 13º
Tábor 2017 - Under-23: 8º
Rosmalen 2018 - Under-23: 19º